# 卡蒂烏環礁
卡蒂烏環礁（Katiu），又称塔翁阿塔基环礁（Taungataki），是南太平洋法屬波利尼西亞的環礁，屬於土阿莫土群島的一部分，位於馬凱莫環礁以西23.5公里，由马凯莫市镇管辖，長27.5公里、寬12.5公里，土地面積27平方公里，潟湖面積208平方公里，2007年人口285。

## 外部連結
- Population figures
- Oceania - Voyage of Commitment
- Atoll names
- Atoll list (in French)

16°25′S 144°22′W / 16.417°S 144.367°W